# Pelagi, Arseni i Silvà d'Arlanza
Pelagi, Arseni i Silvà d'Arlanza (Comtat de Castella, segle x – San Pedro de Arlanza, Hortigüela, Burgos, ca. 950) foren tres anacoretes que visqueren al lloc on es fundà el monestir de San Pedro de Arlanza. Són venerats com a sants per l'Església catòlica.

## Biografia
Gairebé no se sap res de la seva vida anterior a la trobada amb el comte Ferran González. Fonts i historiadors posteriors a la fundació del monestir n'escrigueren biografies on la majoria de dades semblant fictícies i sense fonament.
Pelagi era un sant home retirat a fer vida eremítica a les muntanyes properes a l'actual Hortigüela (província de Burgos), i Arseni i Silvà en foren deixebles, que se li uniren, vivint tots tres a l'eremitori. Construïren una ermita, la que després s'anomenà de San Pedro el Viejo i avui de San Pelayo. Segons la tradició, cap al 912, el comte de Castella Ferran González arribà a l'ermita mentre caçava, perseguint un senglar. Els ermitans l'acolliren i li deixaren passar-hi la nit; l'endemà, li prediren la victòria sobre els musulmans, que va tenir lloc aviat a Cascajares.
Segons una llegenda, els musulmans, en fugir derrotats, arribaren a l'eremitori i degollaren els tres eremites. Sembla, però improbable, ja que en altres fonts fiables i santorals, consten com a confessors (no màrtirs). Arran de la trobada i la victòria, el comte va fundar o restaurar el monestir de San Pedro de Arlanza, al que dotà abundantment i on es va fer enterrar, convertint-lo en un dels més rics de Castella.

## Veneració
Sebollits a l'església de l'abadia, en una urna del segle xii amb un epitafi llatí d'onze versos lleonins. Foren venerats al monestir d'Arlanza com a sants, i el seu culte s'anà estenent per Castella, amb festa les III calendas Septembris (30 d'agost). Quan el monestir fou clausurat el 1835, les relíquies anaren a la col·legiata de San Cosme y San Damián de Covarrubias.